# Nolan County
Nolan County je okres ve státě Texas v USA. K roku 2010 zde žilo 15 216 obyvatel. Správním městem okresu je Sweetwater. Celková rozloha okresu činí 2 367 km².